# Arisztarkhosz (grammatikus)
Szamothrakéi Arisztarkhosz (ógörögül:  Ἀρίσταρχος, latinul: Aristarchus), (i. e. 216 körül – i. e. 143) ókori alexandriai görög nyelvész, az ókor legkiválóbb szövegkritikusa.
Szamothrakéből származott, életének adatairól szinte csak a Szuda-lexikon nyújt felvilágosítást. Szamothrakéből Alexandriába ment, és ott Büzantiumi Arisztophanész tanítványa, majd utóda. Ebben a minőségben működött a VI. Ptolemaiosz Philométór egyiptomi király (ur.: i. e. 180–145) idején, és ő nevelte Ptolemaiosz fiát, Ptolemaiosz Eupatórt. VI. Ptolemaiosz halála után Ciprusra ment, és itt – mivel nagyon szenvedett a vízkórságtól – éhhalállal vetett véget életének mintegy hetvenkét éves korában. Két fiút hagyott hátra, Arisztophanészt és Arisztagorast, akik azonban semmit sem örököltek édesapjuk kiváló tulajdonságaiból.
Arisztarkhosz a szorosabb értelemben vett grammatikára, különösen a szövegkritikára szorítkozott, és ezt olyan mesterileg kezelte, hogy működése az alexandriai grammatikai tanulmányok tetőpontját képezi. Nem a nagy tudásában, hanem éles ítélő és nagy divináló képességében volt az ereje, ilyen tanárként komoly vonzerőt egyesített: mintegy 40 tanítványt nevelt és tekintélye a későbbi korokban is nagy volt. A gramamatikában az analogiának (az alakok szabályszerű képződésének) elvét vallotta a sztoikus Khrüszipposz által védett anomalia (az alakok szabály nélkül való képződése) ellenében. Az egzegézisben abból az alapelvből indult ki, hogy a szerzőt elsősorban magából a szerzőből kell megmagyarázni. A szövegkritikában középutat képviselt a túlságos konzervativizmus és a változtatási hajlam között, erről tanúskodnak a homéroszi szkholionokban előforduló töredékei. Elveit erős határozottsággal védelmezte ellenfeleivel – különösen a pergamoni nyelvészeti iskola fejével, Kratésszel – folytatott heves vitatkozásaiban. Számos költőnek, különösen Homérosznak, Hésziodosznak, Arkhilokhosznak, Aleaosznak és Pindarosznak szövegét kijavítva, különböző kritikai jelekkel ellátva adta ki. Kritikai kommentárjainak száma, amelyek az általa szövegükben ki nem adott szerzőkre is vonatkoztak, a Szuda-lexikon szerint mintegy 800 volt. Műveiből csak töredékek maradtak ránk, különösen Homérosz szkholionjai között.